# 作業明細書
作業明細書 (英: statement of work、SOW)または作業範囲記述書 (scope of work)は、プロジェクト管理の分野で日常的に使用されている文書である。これは、プロジェクトの作業要件の説明である。 これは、クライアントにサービスを提供するベンダーのプロジェクトに固有の活動、成果物、および時間軸を定義する。 SOWには通常、詳細な要件と価格設定、および標準の規制とガバナンスの契約条件も含まれる。多くの場合、マスターサービス契約または提案依頼書（RFP）の重要な付随物である。

## 概要
作業明細書テンプレートの多くの形式とスタイルは、提案依頼書に記載されているハードウェアまたはソフトウェアソリューションに特化している。多くの企業は、受け取る典型的な要求や提案に対応するために特殊化または一般化された独自のカスタマイズバージョンのSOWを作成している。ただし、通常は、自社の経営陣の目標と、顧客やユーザーグループからの要求を元に作成される。 
多くの場合、作業明細書は拘束力のある契約の形を取る。 マスターサービス契約またはコンサルタント/トレーニングサービス契約を作成する場合は、細かい個々の作業の明細までは記載せず、作業明細書の契約の中で取り扱われる。マスターサービス契約は、複数のSOWを取り交わす可能性がある場合に締結しておき、各種条件を管理するマスター契約として機能する。SOWは作業範囲を指すこともある (作業範囲記述書)。たとえば、プロジェクトが契約で行われる場合、プロジェクトの作業の概要も明確かつ簡潔に示すため、プロジェクトの一部として含まれているスコープステートメントをSOWとして記載する。 

## 記載内容
SOWは通常、以下の主題について記載する。 
- 目的：プロジェクトの目的。
- 作業範囲：実行する作業を説明し、関連するハードウェアとソフトウェアを指定する。範囲の定義がスコープステートメントとなる[7]。
- 作業場所：ハードウェアとソフトウェアの場所、および作業を行うために人々が集まる場所を含め、作業が実行される場所。
- 実行期間：プロジェクトの開始日と終了日、課金対象となる週次・月次の勤務時間数、作業が実行される場所、その他スケジュールに関係する事項の記載。
- 成果物のスケジュール：期限とマイルストンの一覧表示。
- 該当する基準：契約を履行にあたり遵守する必要がある業界固有の基準の説明。
- 受け入れ基準：商品の購入者または受領者が、通常は客観的な基準を使用して、製品やサービスが受け入れ可能かどうかを判断する方法を指定する。受け入れテストを参照。
- 特別な要件：特別なハードウェアまたはソフトウェア、人員の学位や資格などの特別な労働要件、出張要件、および契約の詳細に記載がないその他の要件の指定。
- 契約の種類/支払いスケジュール：プロジェクトの受け入れは、利用可能な予算が必要な作業をカバーするのに十分であるかどうかによって異なる。したがって、支払いの内訳は、前払いか段階的か、通常は早い段階で交渉しておく。
- その他：プロジェクトにとって重要であり、見落としたり忘れたりすると、プロジェクトに問題が生じる可能性があるため、主要な交渉の一部ではない多くの項目がリストされる場合がある。

## 関連事項
- マスターサービス契約
- 提案依頼書（RFP）
- 契約データ要件リスト（CDRL）